# Los Santos de la Humosa
Los Santos de la Humosa é um município da Espanha na província e comunidade autónoma de Madrid, de área 34,9 km² com população de 1682 habitantes (2007) e densidade populacional de 36,78 hab/km².

## Demografia
| Variação demográfica do município entre 1991 e 2004 | Variação demográfica do município entre 1991 e 2004 | Variação demográfica do município entre 1991 e 2004 | Variação demográfica do município entre 1991 e 2004 |
| --------------------------------------------------- | --------------------------------------------------- | --------------------------------------------------- | --------------------------------------------------- |
| 1991                                                | 1996                                                | 2001                                                | 2004                                                |
| 927                                                 | 918                                                 | 1010                                                | 1273                                                |